# Renatus Gotthelf Löbel
Renatus Gotthelf Löbel (* 1. April 1767 in Thallwitz bei Eilenburg; † 14. oder 4. Februar 1799 in Leipzig) war ein deutscher Jurist, Lexikograf und Privatgelehrter.

## Leben und Werk
Löbel wurde als Sohn des Kammerkommissars Christian Gottlob Löbel, einem Beamten in der sächsischen Finanzverwaltung, in Thallwitz, unweit von Leipzig geboren. Er wurde zunächst von einem Privatlehrer unterrichtet und im Alter von elf Jahren an der Thomasschule zu Leipzig eingeschult. Sein 1783 begonnenes Studium an der Leipziger Universität schloss er 1786 mit dem Magistergrad ab und wechselte danach für ein achtzehnmonatiges Studium an die Georg-August-Universität Göttingen. Nach seiner Rückkehr nach Leipzig habilitierte er sich am 19. März 1788 und wurde drei Jahre später am 10. November 1791 an der juristischen Fakultät zum Doktor promoviert.
Im Jahr 1793 veröffentlichte er eine Anleitung zur Bildung des mündlichen Vortrags für geistliche und weltliche Redner und gab im selben Jahr eine mit eigenen Zusätzen versehene Übersetzung der Lectures on the art of reading von Thomas Sheridan (1719–1788) heraus. Ein Jahr später übersetzte er Charlotte Smiths The wanderings of Warwick vom Englischen ins Deutsche.
Größere Bekanntheit erlangte Löbel als Mitautor des Conversationslexikon mit vorzüglicher Rücksicht auf die gegenwärtigen Zeiten, das 1808 von Friedrich Arnold Brockhaus gekauft wurde und einen Vorläufer der heutigen Brockhaus Enzyklopädie darstellt. Die ersten drei Bände des als Löbelsches Conversationslexikon bekannt gewordenen Werkes erschienen in den Jahren von 1796 bis zu Löbels frühem Tod im Jahr 1799. Danach wurde das Lexikon zwar mehrfach erweitert, bis zu seiner Übernahme durch Brockhaus aber nicht vollendet. Löbels Zeitgenosse, der Leipziger Literaturhistoriker Johann Georg Eck relativiert Löbels Verdienst um das Lexikon mit den Worten: „Von dem Conversationslexikon, das ihm hier und da beygelegt wird, war er nur Redakteur, und Bearbeiter derjenigen Artikel, aus sehr verschiedenen Fächern, zu welchen er keine Gehülfen fand.“
Kurz vor seinem Tod plante Löbel die Herausgabe einer Kleinen Bibliothek des Sächsischen Rechts, von der jedoch nur fünf Bögen gedruckt wurden.

## Werke (Auswahl)
- (als Übersetzer) Charlotte Smith: Warwick’s Reisen, aus dem Englischen von Renatus Gotthelf Löbel, Leipzig 1794
- (als Herausgeber) Über die Declamation oder den mündlichen Vortrag in Prose und in Versen, nach dem Englischen des Thomas Sheridan. Mit einigen Zusätzen hrsg. von Renatus Gotthelf Löbel, 2 Bände, Leipzig 1793 – engl. Originaltitel: Lectures on the art of reading
- Anleitung zur Bildung des mündlichen Vortrags für geistliche und weltliche Redner. Leipzig 1793
- Ivs Hominvm Ante Vsvm Rationis: Dispvtatio Ex Ivre Natvrae. Leipzig 1788 – Juristische Dissertation Löbels Digitalisat
- Aristotelis notionem tragoediae commentatio 1. Leipzig 1786 – Gratulationsschrift für Christian Daniel Beck